# Raise Your Fist and Yell
Raise Your Fist and Yell utkom 1987 och är ett album av Alice Cooper. Vid tidpunkten för inspelningen av albumet bestod bandet av Alice Cooper (sång), Kane Roberts (gitarr), Kip Winger (bas), Ken K. Mary (trummor) och Paul Horowitz (keyboards). Mycket av Kane och Kens hårda spelande gjorde albumet till det hårda album det anses vara idag. Skivan var inte en lika stor framgång som Constrictor men sålde hyggligt över världen.
Skivan är klassad som Alice Coopers tyngsta och hårdaste Heavy Metal-skiva någonsin. Skivans absoluta hit var "Freedom" men låten "Prince Of Darkness" blev även den en riktig Cooper-klassiker. Även "Roses On White Lace" och "Lock Me Up" med sin snabba respektive poppiga karaktär blev mindre klassiker och en minnesvärda låtar hos fans av Coopers 80-talsalbum.
En musikvideo spelades in för låten "Freedom" och är filmad under en eller flera konserter. I slutet ser man även den väldigt muskulösa Kane Roberts knäcka sin gitarr med benet, en scen som resulterat i en klassiker.

## Låtlista
1. "Freedom" - (Cooper/Roberts) – 4:09
2. "Lock Me Up" - (Cooper/Roberts) – 3:24
3. "Give the Radio Back" - (Cooper/Roberts) – 3:34
4. "Step on You" - (Cooper/Roberts) – 3:39
5. "Not That Kind of Love" - (Cooper/Roberts) – 3:15
6. "Prince of Darkness" - (Cooper/Roberts) – 5:10
7. "Time to Kill" - (Cooper/Roberts) – 3:39
8. "Chop, Chop, Chop" - (Cooper/Roberts) – 3:06
9. "Gail" - (Cooper/Winger/Roberts) – 2:30
10. "Roses on White Lace" - (Cooper/Roberts) – 4:27